# Кјеза ди Челе (Фиренца)
Кјеза ди Челе је насеље у Италији у округу Фиренца, региону Тоскана.
Према процени из 2011. у насељу је живело 72 становника. Насеље се налази на надморској висини од 244 м.